# Муна аль-Хусейн
Антуане́тт А́врил Га́рдинер (англ. Antoinette Avril Gardiner), или принцесса Му́на аль-Хусе́йн (араб. منى الحسين‎; род. 25 апреля 1941, деревня Челмондистон, графство Суффолк, Великобритания) — королева Иордании с 1961 по 1972 год, вторая жена иорданского короля Хусейна ибн Талала, дочь британского подполковника Уолтера Перси Гардинера. Мать иорданского короля Абдаллы II. Носит титул Её королевского высочества, принцессы Иордании.

## Биография
Родилась в деревне Челмондистон, в графстве Суффолк в семье военного Уолтера Перси Гардинера и Дорис Элизабет, урожденной Саттон. Образование получила в Борн-скул в Куала-Лумпуре, в Малайзии, которая находилась в ведении Британской службы образования для детей колониальных служащих. Во время обучения Гардинер увлекалась спортом и была хоккейным игроком класса A.
Отец Гардинер был офицером британской армии, который закончил службу в звании подполковника. Он был сыном егеря Артура Гардинера и домохозяйки. Поступил на службу в Королевские инженерные войска в возрасте семнадцати лет. В 1930-х годах больше года служил на территории подмандатной Палестины. Во время Второй мировой войны участвовал в боевых действиях на территории Северной Африки, Франции и Италии.
Гардинер познакомилась с иорданским королём Хусейном во время съёмок фильма «Лоуренс Аравийский», в которых она участвовала в качестве секретаря-референта. Король разрешил военнослужащим иорданской армии участвовать в съёмках в качестве массовки и иногда сам приходил на съёмочную площадку, чтобы посмотреть на процесс кинопроизводства. По другой версии, Гардинер и король познакомились, когда её отец поступил на службу в качестве военного советника в Иордании.

## Брак, титулы, потомство
25 мая 1961 года в Аммане состоялась церемония бракосочетания между Антуанетт Аврил Гардинер и Хусейном ибн Талалом (1935—1999), королём Иордании, сыном Талала ибн Абдаллы, короля Иордании и Зейн аш-Шараф Талал из рода шерифов и великих визирей Османской империи. По конституции Иордании, оба родителя будущего наследника престола должны были быть мусульманами, и Гардинер перешла в ислам, взяв новое имя Муны аль-Хусейн. Титул и имя Антуанетт Аврил Гардинер после замужества — королева Муна аль-Хусейн. В этом браке родились четверо детей:
- принц Абдалла ибн Хусейн (род. 30.01.1962), король Иордании под именем Абдаллы II с 7 февраля 1999, 10.06.1993 женился на Рание Файсал аль-Ясин (род. 31.08.1970);
- принц Фейсал ибн Хусейн (род. 11.10.1963), принц Иорданского Хашимитского королевского дома;
- принцесса Айша бинт Хусейн (род. 23.4.1968), принцесса Иорданского Хашимитского королевского дома, первым браком в 1990 году вышла замуж за Зейда Саадедина Джуму, развелась и вторым браком в 2016 году вышла замуж за Афшара Банайоти, но в том же году им пришлось развестись по решению Королевского суда Иордании;
- принцесса Зейн бинт Хусейн (род. 23.4.1968), принцесса Иорданского Хашимитского королевского дома, 3.08.1989 вышла замуж за Маджди Фарида аль-Салеха[2].

Королевская чета разошлась 21 декабря 1972 года. После развода за бывшей королевой сохранился титул Её королевского высочества, принцессы Иордании.